# Роджър Уилямс
Роджър Уилямс (на английски: Roger Williams) (1603 – 1683) е един от най-ранните културни плуралисти в Америка и привърженици на отделянето на църквата и държавата. Роджър Уилямс основава Провидънс, Роуд Айлънд като сигурно убежище за ранните европейски заселници, които са били религиозно преследвани. Вярвал в изграждането на добри отношения с коренните народи на Нова Англия. Вместо да се борят за владеенето на земята, Уилямс твърдял, че колонистите трябва да преговарят и да платят справедлива цена за нея на индианците. Политиката му се оказва ефективна, тъй като Роуд Айлънд има най-спокойните взаимоотношения с индианците от всички колонии.
Уилямс е роден в Лондон, Англия около 1603 г. Баща му е магазинер, който се надявал да създаде по-добър живот на децата си. Младият Роджър учи в колежа в Кеймбридж, за да стане министър. По-късно започва работа при сър Уилям Машам. Докато работи за Машам, Уилямс става все по-заинтересован от колонията в Масачузетс Бей. През 1631 г. Уилямс решава да се откаже от живота си в Англия и да тръгне към Америка. Пристигайки в Масачузетс Бей, Уилямс започва да противоречи на ръководството на колонията. Той критикува краля и проповядва, че колонията трябва напълно да се отдели от Английската църква, вместо да се опитват да я реформират или прочистват. Уилямс проповядва също за религиозната свобода като се аргументира, че правителствата не са били богоизбрани и следователно нямат право да установяват държавни религии. Той също твърдял, че кралската харта на колонията е нищожна, защото заселниците не са закупили земята от индианците. Лидерите на колонията взимат тези негови думи като равносилни на богохулство и в крайна сметка Уилямс е прогонен от Масачузетс Бей през 1636 г. Вместо да се върне в Англия той решава да се премести на юг и да създаде колонията Провидънс в близост до залива Нарагансет. Уилямс поканва всички религиозни бежанци в новата колония и създават търговски пост в Кокумскусок, където той се среща и се сприятелява с местните индианци. За разлика от войнствените му съседи на север в Масачузетския залив, Уилямс сключва мир и има положителни отношения с туземците. Той настоява за адекватно компенсиране на индианците нарагансет за техните земи. Едва след като той справедливо закупува територията около Провидънс кандидатства в Лондон за колониална харта. Уилямс не спира дотук. Той продължава да поддържа доверието на нарагансетите. Научава техния език и опознава културата им. Той вижда в индианското общество хармонията, човечността и гостоприемството, които липсват сред собствените му хора. Уилямс документира своите наблюдения и езика на нарагансетите в книгата му „Ключ към езика на Америка: Или Помагало за езика на туземците в онази част на Америка, наречена Нова Англия“. Този труд е разглеждан като първото етноантропологично проучване на американските индианци. Уилямс записва нарагансетската култура, анализирайки всичко от техните религиозни вярвания до техните навици за сън. Въпреки че Уилямс бил твърд привърженик на индиаските права върху земята, той също бил и прагматик и реалист. Когато пекуотите започват война с Масачузетс Бей заради посегателството на колонията върху родната им земя, Уилямс убеждава нарагансетите да останат неутрални. Той вярвал, че смъртта и унищожението ще дойдат при индианците ако те се борят с колонистите. Мирната политика на Уилямс и отношенията му с коренните народи са били ефективни. Отношенията между белите и нарагансетите остават добросърдечни близо 40 години. Но непрекъснатото нарастване на бялото население в индианските земи неизбежно води до по-късен конфликт. През 1675 г. вожда Метаком от уампаноагите започва война с колониите станала известна като Войната на Крал Филип – най-кървавият конфликт към онова време. Въпреки че нарагансетите не взимат страна във войната, колонистите ги нападат. Конфликтът ескалира и води до клането в Голямото блато, завършил с 500 до 600 мъртви нарагансети, повечето от тях жени и деца. След клането вождовете на нарагансет игнорират молбите на Уилямс и решават да застанат на страната на Метаком в борбата му срещу колонистите. Предприемат нападение срещу Провидънс, изгаряйки града до основи. Уилямс от своя страна приема назначение като капитан в местната милиция и воюва с бившите си индиански приятели. В крайна сметка нарагансетите и уампаноагите не могат да се противопоставят на огневата мощ на колонистите. След Войната на крал Филип мечтата на Уилямс за спокойна земя, където индианците и белите живеят в хармония и всеки се учи от другия се срива. След като приятелите му нарагансети изчезват, той изживява последните си дни като един съкрушен стар човек сред развалините на Провидънс. Умира през зимата на 1683 г.